# Selección de fútbol sub-20 de Brasil
La selección de fútbol sub-20 de Brasil es el equipo que representa a Brasil compuesto por jugadores menores de 20 años. Es la selección que representa al país en la Copa Mundial de Fútbol Sub-20 y en el Campeonato Sudamericano de Fútbol Sub-20 y es controlada por la Confederación Brasileña de Fútbol (CBF).

## Palmarés
- Copa Mundial de Fútbol Sub-20
  -  Campeón (5): 1983, 1985, 1993, 2003, 2011
  -  Subcampeón (4): 1991, 1995, 2009, 2015
  -  Tercero (3): 1977, 1989, 2005

- Campeonato Sudamericano de Fútbol Sub-20
  -  Campeón (13): 1974, 1983, 1985, 1988, 1991, 1992, 1995, 2001, 2007, 2009, 2011, 2023, 2025
  -  Subcampeón (7): 1954, 1977, 1981, 1987, 1997, 2003, 2005
  -  Tercero (2): 1958, 1999

### Distinciones otorgadas
| Distinción                  | Año  |
| --------------------------- | ---- |
| Premio Fair Play de la FIFA | 1977 |
| Premio Fair Play de la FIFA | 2009 |

## Estadísticas

### Copa Mundial de Fútbol Sub-20
| Récord | Récord           | Récord       | Récord       | Récord       | Récord       | Récord       | Récord       |
| Año    | Ronda            | J            | G            | E1           | P            | GF           | GC           |
| ------ | ---------------- | ------------ | ------------ | ------------ | ------------ | ------------ | ------------ |
| 1977   | Tercer lugar     | 5            | 3            | 2            | 0            | 13           | 3            |
| 1979   | No clasificó     | No clasificó | No clasificó | No clasificó | No clasificó | No clasificó | No clasificó |
| 1981   | Cuartos de final | 4            | 2            | 1            | 1            | 7            | 4            |
| 1983   | Campeón          | 6            | 5            | 1            | 0            | 13           | 4            |
| 1985   | Campeón          | 6            | 6            | 0            | 0            | 14           | 1            |
| 1987   | Cuartos de final | 4            | 2            | 0            | 2            | 6            | 3            |
| 1989   | Tercer lugar     | 6            | 5            | 0            | 1            | 13           | 2            |
| 1991   | Subcampeón       | 6            | 4            | 2            | 0            | 14           | 4            |
| 1993   | Campeón          | 6            | 5            | 1            | 0            | 11           | 2            |
| 1995   | Subcampeón       | 6            | 4            | 1            | 1            | 11           | 3            |
| 1997   | Cuartos de final | 5            | 4            | 0            | 1            | 25           | 5            |
| 1999   | Cuartos de final | 5            | 3            | 0            | 2            | 13           | 5            |
| 2001   | Cuartos de final | 5            | 4            | 0            | 1            | 15           | 2            |
| 2003   | Campeón          | 7            | 5            | 1            | 1            | 14           | 6            |
| 2005   | Tercer lugar     | 7            | 5            | 1            | 1            | 9            | 3            |
| 2007   | Octavos de final | 4            | 1            | 0            | 3            | 6            | 9            |
| 2009   | Subcampeón       | 7            | 5            | 2            | 0            | 14           | 3            |
| 2011   | Campeón          | 7            | 5            | 2            | 0            | 18           | 5            |
| 2013   | No clasificó     | No clasificó | No clasificó | No clasificó | No clasificó | No clasificó | No clasificó |
| 2015   | Subcampeón       | 7            | 4            | 2            | 1            | 15           | 5            |
| 2017   | No clasificó     | No clasificó | No clasificó | No clasificó | No clasificó | No clasificó | No clasificó |
| 2019   | No clasificó     | No clasificó | No clasificó | No clasificó | No clasificó | No clasificó | No clasificó |
| 2023   | Cuartos de final | 5            | 3            | 0            | 2            | 16           | 7            |
| 2025   | Clasificado      | Clasificado  | Clasificado  | Clasificado  | Clasificado  | Clasificado  | Clasificado  |
| Total  | 19/23            | 108          | 75           | 16           | 17           | 247          | 76           |

### Campeonato Sudamericano de Fútbol Sub-20
| Récord | Récord       | Récord       | Récord       | Récord       | Récord       | Récord       | Récord       |
| Año    | Ronda        | J            | G            | E1           | P            | GF           | GC           |
| ------ | ------------ | ------------ | ------------ | ------------ | ------------ | ------------ | ------------ |
| 1954   | Subcampeón   | 6            | 3            | 3            | 0            | 14           | 5            |
| 1958   | 3.er lugar   | 5            | 2            | 2            | 1            | 10           | 6            |
| 1964   | No participó | No participó | No participó | No participó | No participó | No participó | No participó |
| 1967   | Semifinales  | 5            | 3            | 0            | 2            | 7            | 5            |
| 1971   | 1.ª Ronda    | 4            | 2            | 0            | 2            | 7            | 3            |
| 1974   | Campeón      | 6            | 5            | 1            | 0            | 18           | 3            |
| 1975   | 1.ª Ronda    | 5            | 1            | 0            | 4            | 6            | 7            |
| 1977   | Subcampeón   | 6            | 5            | 1            | 0            | 13           | 2            |
| 1979   | 4.º lugar    | 7            | 2            | 1            | 4            | 5            | 7            |
| 1981   | Subcampeón   | 6            | 3            | 2            | 1            | 13           | 5            |
| 1983   | Campeón      | 7            | 6            | 1            | 0            | 16           | 3            |
| 1985   | Campeón      | 7            | 6            | 1            | 0            | 11           | 3            |
| 1987   | Subcampeón   | 6            | 3            | 2            | 1            | 11           | 4            |
| 1988   | Campeón      | 7            | 5            | 1            | 1            | 14           | 2            |
| 1991   | Campeón      | 7            | 4            | 3            | 0            | 15           | 5            |
| 1992   | Campeón      | 6            | 5            | 1            | 0            | 7            | 0            |
| 1995   | Campeón      | 6            | 5            | 0            | 1            | 17           | 4            |
| 1997   | Subcampeón   | 9            | 6            | 2            | 1            | 26           | 10           |
| 1999   | 3.er lugar   | 9            | 4            | 3            | 2            | 22           | 10           |
| 2001   | Campeón      | 9            | 6            | 2            | 1            | 21           | 6            |
| 2003   | Subcampeón   | 9            | 7            | 1            | 1            | 23           | 5            |
| 2005   | Subcampeón   | 9            | 5            | 2            | 2            | 18           | 9            |
| 2007   | Campeón      | 9            | 6            | 3            | 0            | 20           | 9            |
| 2009   | Campeón      | 9            | 6            | 1            | 2            | 17           | 9            |
| 2011   | Campeón      | 9            | 7            | 1            | 1            | 24           | 7            |
| 2013   | 1.ª Ronda    | 4            | 1            | 1            | 2            | 4            | 6            |
| 2015   | 4° Lugar     | 9            | 5            | 1            | 3            | 13           | 9            |
| 2017   | 5° lugar     | 9            | 3            | 4            | 2            | 10           | 9            |
| 2019   | 5° lugar     | 9            | 3            | 3            | 3            | 6            | 7            |
| 2023   | Campeón      | 9            | 7            | 2            | 0            | 19           | 4            |
| 2025   | Campeón      | 9            | 6            | 1            | 2            | 14           | 12           |
| Total  | 30/31        | 217          | 132          | 46           | 39           | 421          | 175          |

¹ Los empates incluyen los partidos que se definieron vía penales.

## Jugadores
Citados para el Campeonato Sudamericano de Sub-20 de 2025.

### Más presencias
| # | Jugador          | Período   | Partidos | Goles |
| - | ---------------- | --------- | -------- | ----- |
| 1 | Alex             | 1999-2000 | 24       | 10    |
| 2 | Juan Jesus       | 2009-2011 | 23       | 0     |
| 3 | Henrique Almeida | 2011      | 22       | 12    |
| 4 | Rafael Tolói     | 2009      | 19       | 0     |
| 5 | Roberto de Souza | 2004-2005 | 18       | 0     |

Fuente: Transfermarkt.
- Actualizado el 2 de septiembre de 2019

### Máximos goleadores
| # | Jugador          | Período   | Goles | Partidos |
| - | ---------------- | --------- | ----- | -------- |
| 1 | Adriano          | 1999-2000 | 12    | 17       |
| 1 | Henrique Almeida | 2011      | 12    | 22       |
| 2 | Adaílton         | 1996-1998 | 10    | 4        |
| 2 | Alex             | 1999-2000 | 10    | 24       |
| 3 | Neymar           | 2011      | 9     | 7        |
| 4 | Alexandre Pato   | 2007      | 8     | 12       |

Fuente: Transfermarkt.
- Actualizado el 2 de septiembre de 2019